# Parapallene nierstraszi
Parapallene nierstraszi is een zeespin uit de familie Callipallenidae. De soort behoort tot het geslacht Parapallene. Parapallene nierstraszi werd in 1908 voor het eerst wetenschappelijk beschreven door Loman. 